# Andrzej Wyglenda
Andrzej Wyglenda (ur. 4 maja 1941 w Rybniku) – polski żużlowiec, trener sportu żużlowego i polityk, poseł na Sejm PRL (1985–1989) z ramienia PZPR.

## Życiorys

### Życie prywatne
Ojciec Wojciecha Wyglendy, również żużlowca.
Uzyskał wykształcenie zasadnicze zawodowe, z zawodu ślusarz. Od 1959 pracował w Rybnickiej Fabryce Wyrobów Metalowych „Huta Silesia”, skąd w 1961 został przeniesiony do Kopalni Węgla Kamiennego „Dębieńsko”, gdzie był ślusarzem do 1971. Potem do 1974 pełnił tę samą funkcję w KWK „Zofiówka”, w latach 1974–1978 w Kopalni Węgla Kamiennego „Pniówek”, a w 1978 został zatrudniony w Kopalni Węgla Kamiennego „Jankowice”.

### Kariera sportowa
Wychowanek Górnika Rybnik, żużlowego rzemiosła nauczał go Józef Wieczorek, a wspomagali go w tym Joachim Maj oraz Stanisław Tkocz. Licencję zdał w 1959.
Swój debiut zaliczył 24 kwietnia 1960 podczas spotkania Rybnika z Lesznem. Zdobył w tym spotkaniu jeden punkt. Karierę zawodniczą zakończył wypadek 2 maja 1976. Był to ćwierćfinał Złotego Kasku w Bydgoszczy, a sprawcą wypadku był zawodnik z Gdańska, Stanisław Kowalski. Andrzej Wyglenda doznał kompresyjnego złamania kręgosłupa. Pomimo długiej rehabilitacji komisja do spraw orzekania o zdolności sportowców do wyczynowego kontynuowania danej dyscypliny pod kierownictwem doktora Drozda wydała wyrok całkowitego zakazu uprawiania sportu przez Andrzeja Wyglendę.
Zdobywca 13 medali Drużynowych Mistrzostw Polski. Dziewięciu złotych (1962–1968, 1970, 1972), jednego srebrnego (1961) i trzech brązowych (1969, 1971, 1974).
Siedmiokrotny finalista i sześciokrotny medalista Drużynowych Mistrzostw Świata. Trzy razy zdobył złoto (1965–1966, 1969), raz srebro (1967) i dwa razy brąz (1968, 1971).
Sześciokrotny finalista Indywidualnych Mistrzostw Świata, najlepsze miejsce zajął w 1970 we Wrocławiu, gdzie był ósmy.
Nieoficjalny Mistrz Europy z 1967, Mistrz świata par z Rybnika w 1971.
Jedenastokrotny finalista i siedmiokrotny medalista IMP – czterokrotnie złoty (1964, 1968–1969, 1973), dwukrotnie srebrny (1965, 1970) i jednokrotnie brązowy (1971). Dwukrotny brązowy medalista MPPK (1973, 1975).
Pięciokrotny medalista Złotego Kasku – złoty (1964) i czterokrotnie brązowy (1966–1967, 1969–1970). Triumfator Memoriału Alfreda Smoczyka w 1970. Pięciokrotny medalista Pucharu ROW – trzykrotnie złoty (1966, 1968, 1970) i dwukrotnie srebrny (w 1963 i 1964 z drużyną Górnika Rybnik). Dwukrotnie startował w Memoriale Raniszewskiego, raz zdobywając srebro w 1965.

### Kariera trenerska
Trener drużyny ROW Rybnik w latach 1978–1985. Zdobył z tym zespołem srebrny medal DMP w 1980. Miał swój wkład w kształtowaniu takich żużlowców jak: Jerzy Wilim, Piotr Pyszny, Grzegorz Szczepanik, Stanisław Kilian, Andrzej Węgrzyk, Jan Nowak, Krystian Fros, Mieszysław Kmieciak, Bronisław Klimowicz, Piotr Brachmański, Ryszard Szymański, Marian Gluecklich czy Antoni Skupień.

### Działalność polityczna
Jest pierwszym żużlowcem, który po zakończeniu kariery sportowej został wybrany do polskiego parlamentu. Mandat posła na Sejm IX kadencji sprawował od 13 października 1985 do 5 czerwca 1989.

## Osiągnięcia

### Indywidualne mistrzostwa świata na żużlu
| Sezon | Miasto              | Ranga                           | Miejsce                                    | Punkty |
| ----- | ------------------- | ------------------------------- | ------------------------------------------ | ------ |
| 1964  | Wrocław Göteborg    | Finał Europejski Finał światowy | 6 12                                       | 10 4   |
| 1965  | Slaný Londyn        | Finał Europejski Finał światowy | 6 15                                       | 9 2    |
| 1966  | Slaný               | Finał Kontynentalny             | 13                                         | 3      |
| 1967  | Wrocław Londyn      | Finał Europejski Finał światowy | 1 15                                       | 14 2   |
| 1968  | Ufa                 | Finał Kontynentalny             | 11                                         | 7      |
| 1969  | Olching Londyn      | Finał Europejski Finał światowy | 5 15                                       | 9 2    |
| 1970  | Wrocław             | Finał światowy                  | 8                                          | 7      |
| 1971  | Gorzów Wielkopolski | Półfinał Kontynentalny          | 10                                         | 7      |
| 1972  | Bydgoszcz           | Półfinał Kontynentalny          | Nie wystąpił z powodu kłopotów zdrowotnych | -      |
| 1973  | Chorzów             | Finał światowy                  | Rezerwowy                                  | 0      |
| 1975  | Olching             | Półfinał Kontynentalny          | 16                                         | 0      |

Źródło

### Drużynowe mistrzostwa świata na żużlu
| Sezon | Miasto    | Ranga               | Miejsce | Punkty                    |
| ----- | --------- | ------------------- | ------- | ------------------------- |
| 1964  | Abensberg | Finał światowy      | 4       | 8 (Cała drużyna 16)       |
| 1965  | Kempten   | Finał światowy      | 1       | 11 (Cała drużyna 38)      |
| 1966  | Wrocław   | Finał światowy      | 1       | 11 (Cała drużyna 41)      |
| 1967  | Malmö     | Finał światowy      | 2       | 9 (Cała drużyna 26)       |
| 1968  | Londyn    | Finał światowy      | 3       | 2 (Cała drużyna 19)       |
| 1969  | Rybnik    | Finał światowy      | 1       | 11 (Cała drużyna 31)      |
| 1970  | Slaný     | Finał Kontynentalny | 2       | 9 (Cała drużyna 29)       |
| 1971  | Wrocław   | Finał światowy      | 3       | 2(Rez.) (Cała drużyna 19) |

Źródło

### Mistrzostwa świata par na żużlu
| Sezon | Miasto | Ranga          | Miejsce | Punkty                                                  |
| ----- | ------ | -------------- | ------- | ------------------------------------------------------- |
| 1971  | Rybnik | Finał światowy | 1       | 15 (3,3,2x,2x,2x,3 tzw.Płatny Komplet)(Cała drużyna 30) |

Źródło

### Drużynowe mistrzostwa Polski na żużlu– sezon zasadniczy
| Sezon | Klub          | Miejsce | Liga   | Średnia/bg | Średnia/mc | Pkt      | Bonusy | Razem    | Komplety        | Biegi | Mecze |
| ----- | ------------- | ------- | ------ | ---------- | ---------- | -------- | ------ | -------- | --------------- | ----- | ----- |
| 1960  | Górnik Rybnik | 5       | I Liga | 0,759      | 2,000      | 18       | 4      | 22       | -               | 29    | 9     |
| 1961  | Górnik Rybnik |         | I Liga | 1,512      | 3,923      | 51       | 14     | 65       | 1 - (1 pł.)     | 43    | 13    |
| 1962  | Górnik Rybnik |         | I Liga | 1,911      | 6,429      | 90       | 17     | 107      | -               | 56    | 14    |
| 1963  | Górnik Rybnik |         | I Liga | 2,321 (9)  | 7,857 (20) | 110 (16) | 20     | 130 (5)  | 1 - (1 pł.)     | 56    | 14    |
| 1964  | Górnik Rybnik |         | I Liga | 2,600 (1)  | 10,182 (6) | 112 (13) | 5      | 117 (15) | 6 (1) – (2 pł.) | 45    | 11    |
| 1965  | ROW Rybnik    |         | I Liga | 2,609 (4)  | 10,000 (7) | 110 (13) | 10     | 120 (12) | 2 - (1 pł.)     | 46    | 11    |
| 1966  | ROW Rybnik    |         | I Liga | 2,808 (1)  | 10,231 (4) | 133 (6)  | 13     | 146 (1)  | 7 (1) – (5 pł.) | 52    | 13    |
| 1967  | ROW Rybnik    |         | I Liga | 2,700      | 9,900      | 99       | 9      | 108      | 3 - (2 pł.)     | 40    | 10    |
| 1968  | ROW Rybnik    |         | I Liga | 2,362      | 9,214      | 129      | 8      | 137      | 4 - (2 pł.)     | 58    | 14    |
| 1969  | ROW Rybnik    |         | I Liga | 2,610      | 10,929     | 153      | 1      | 154      | 3               | 59    | 14    |
| 1970  | ROW Rybnik    |         | I Liga | 2,604      | 10,154     | 132      | 6      | 138      | 3 - (1 pł.)     | 53    | 13    |
| 1971  | ROW Rybnik    |         | I Liga | 2,621      | 10,571     | 148      | 4      | 152      | 5 - (2 pł.)     | 58    | 14    |
| 1972  | ROW Rybnik    |         | I Liga | 2,349      | 8,364      | 92       | 9      | 101      | 3 - (2 pł.)     | 43    | 11    |
| 1973  | ROW Rybnik    | 4       | I Liga | 2,288      | 8,786      | 123      | 12     | 135      | 3               | 59    | 14    |
| 1974  | ROW Rybnik    |         | I Liga | 2,273      | 8,545      | 94       | 6      | 100      | 2 - (1 pł.)     | 44    | 11    |
| 1975  | ROW Rybnik    | 6       | I Liga | 2,129      | 8,036      | 112,5    | 11     | 123,5    | 1 - (1 pł.)     | 58    | 14    |
| 1976  | ROW Rybnik    | 7       | I Liga | 2,700      | 12,000     | 24       | 3      | 27       | -               | 10    | 2     |

W nawiasie miejsce w danej kategorii w danym sezonie (śr/b oraz śr/m – przy założeniu, że zawodnik odjechał minimum 50% spotkań w danym sezonie)
Podsumowanie wyników w najwyższej klasie rozgrywkowej w Polsce w sezonie zasadniczym:
| Sezony | Średnia/bg | Średnia/mc | Pkt    | Bonusy | Razem  | Komplety           | Biegi | Mecze |
| ------ | ---------- | ---------- | ------ | ------ | ------ | ------------------ | ----- | ----- |
| 17     | 2,327      | 8,567      | 1730,5 | 152    | 1882,5 | 44 - (21 płatnych) | 809   | 202   |

Źródło

### Indywidualne mistrzostwa Polski na żużlu
- 1963 – Rybnik – 7. miejsce – 9 pkt → wyniki
- 1964 – Rybnik – 1. miejsce  – 14 pkt → wyniki
- 1965 – Rybnik – 2. miejsce  – 14 pkt → wyniki
- 1966 – Rybnik – 6. miejsce – 9 pkt → wyniki
- 1967 – Rybnik – 6. miejsce – 8 pkt → wyniki
- 1968 – Rybnik – 1. miejsce  – 14 pkt → wyniki
- 1969 – Rybnik – 1. miejsce  – 14 + 3 pkt → wyniki
- 1970 – Gorzów Wielkopolski – 2. miejsce  – 12 pkt → wyniki
- 1971 – Rybnik – 3. miejsce  – 12 + 3 pkt → wyniki
- 1972 – Leszno – ćwierćfinał – 9 pkt (nie występuje w półfinale pomimo awansu) → wyniki
- 1973 – Rybnik – 1. miejsce  – 15 pkt → wyniki
- 1974 – Gorzów Wielkopolski – 14. miejsce – 2 pkt → wyniki
- 1975 – Lublin – 15. miejsce – 2 pkt → wyniki

Źródło

### Mistrzostwa Polski par klubowych na żużlu
- 1973 – 3. miejsce  → wyniki
- 1975 – Leszno – 3. miejsce  – 9 pkt (para 19 pkt) → wyniki

### Turniej o Złoty Kask
- 1964 – 1. miejsce  – 65 pkt → wyniki
- 1965 – 5. miejsce – 62 pkt → wyniki
- 1966 – 3. miejsce  – 52 pkt → wyniki
- 1967 – 3. miejsce  – 61 pkt → wyniki
- 1968 – 5. miejsce – 55 pkt → wyniki
- 1969 – 3. miejsce  – 60 pkt → wyniki
- 1970 – 3. miejsce  – 68 pkt → wyniki
- 1971 – 9. miejsce – 40 pkt → wyniki
- 1973 – 10. miejsce – 51 pkt → wyniki
- 1975 – 7. miejsce – 48 pkt → wyniki

### Memoriał Alfreda SmoczykawLesznie
- 1963 – 4. miejsce – 8 pkt → wyniki
- 1970 – 1. miejsce  – 15 pkt → wyniki
- 1974 – 6. miejsce – 11 pkt → wyniki
- 1975 – 12. miejsce – 5 pkt → wyniki

### Puchar ROW
- 1961 – Rybnik – 8. miejsce – 5 pkt → wyniki
- 1962 – Rybnik – 11. miejsce – 2 pkt → wyniki
- 1963 – Rybnik – 2. miejsce  – 9 pkt → wyniki
- 1964 – Rybnik – 2. miejsce  – 2 pkt → wyniki
- 1966 – Rybnik – 1. miejsce  – 15 pkt → wyniki
- 1967 – Rybnik – 13. miejsce – 1 pkt → wyniki
- 1968 – Rybnik – 1. miejsce  – 14 + 3 pkt → wyniki
- 1969 – Rybnik – 15. miejsce – 3 pkt → wyniki
- 1970 – Rybnik – 1. miejsce  – 15 pkt → wyniki
- 1971 – Rybnik – 13. miejsce – 4 pkt → wyniki
- 1973 – Rybnik – 6. miejsce – 10 pkt → wyniki
- 1974 – Rybnik – 16. miejsce – 1 pkt → wyniki
- 1975 – Rybnik – 7. miejsce – 8 pkt → wyniki

### Memoriał Zbigniewa Raniszewskiego
- 1965 – Bydgoszcz – 2. miejsce  – 14 pkt → wyniki
- 1970 – Bydgoszcz – 5. miejsce – 9 pkt → wyniki

## Odznaczenia
W 1980 otrzymał Srebrny Krzyż Zasługi.